# Estúdio 92 FM
Estúdio 92 FM é uma estação de rádio brasileira com sede em Cascavel, PR. Opera na frequência FM 92.3 MHz e é uma rádio voltada ao jornalismo político, além de ser voltada ao gênero do rock.

## História
Foi fundada em 13 de setembro de 1976, com o nome de Rádio Independência Cultural de Cascavel, seu primeiro proprietário foi Antônio Ceci. Foi a segunda emissora de rádio de Cascavel.
Em meados de 1980, um grupo de empresários intitulado de Grupo Nasser, adquiriu a emissora e passou á chamar Rádio Cidade AM, no mesmo modo que chamava a rádio de Curitiba. Nessa época, o grupo também adquiriu uma concessão na faixa FM com a mesma razão social e a emissora se chamava Estúdio 99 FM em FM 99.5. Em 1992, o deputado Edi Siliprandi é o novo dono da emissora e de lá pra cá passou á afiliar o Sistema Globo de Rádio, se chamando Rádio Globo Cascavel.
Nos meados de 2000, a emissora passa a ter uma nova direção e para a tristeza dos ouvintes da Estúdio 99 FM foi encerrada as atividades e no lugar entrou o arrendamento da Rede Aleluia. Em 2014, a Rádio Globo Cascavel, solicitou a migração AM-FM.
Em 31 de julho de 2016, encerrou a afiliação com a Rádio Globo e assim passou á se chamar Rádio Independência de Cascavel.
Em 2019, começou a montagem para a migração, a emissora recebeu da Anatel, a frequência FM 92.3 e os diretores decidem voltar as origens da antiga Estúdio FM na nova frequência. Em outubro do mesmo ano, a migração aconteceu e estreou como Estúdio 92 FM, também tendo a afiliação a Rádio Bandeirantes para transmissão dos jornalísticos e das jornadas esportivas. O desligamento da AM 1270 aconteceu no mês de dezembro.
Desde 2023, conta com conteúdo independente junto com faixas musicais dedicadas ao rock e pop rock e programas políticos voltados à direita, produzidos pela Revista Oeste e Fio Diário.